# HNA&POLY International Centre
Pour les articles homonymes, voir HNA.
Le HNA&POLY International Centre est un gratte-ciel de 287 mètres pour 61 étages construit en 2013 à Chongqing en Chine.